# Antigo edifício do Banco de Inglaterra (Manchester)

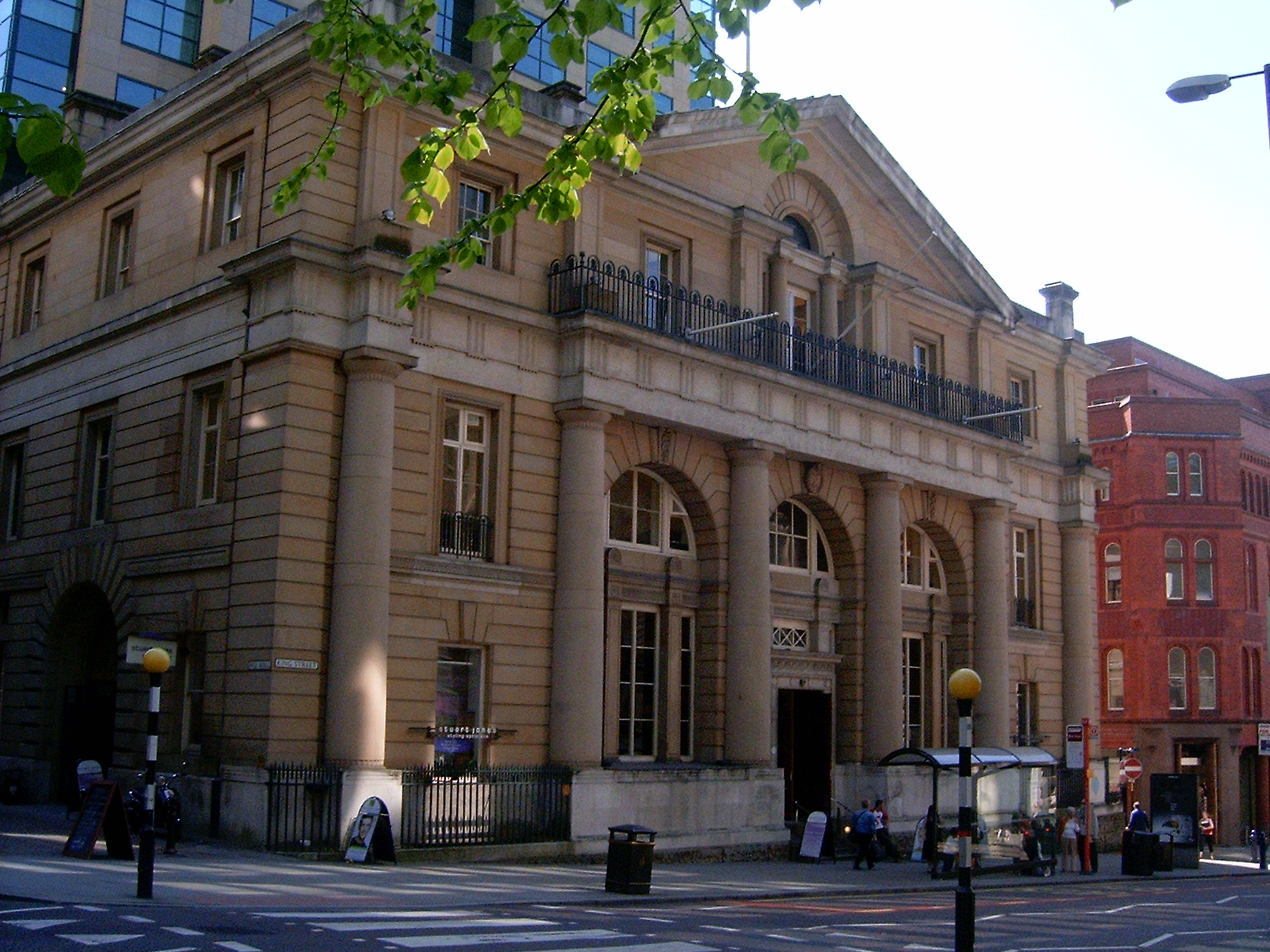

O antigo edifício do Banco de Inglaterra em 82 King Street, Manchester, é um edifício bancário histórico. Foi reconhecido como um edifício listado como Grau I, mantido pelo Conselho da Cidade de Manchester. Foi projetado por Charles Robert Cockerell e construído na década de 1840, sendo concluído em 1846.